# Mariakapel (Schoonbron)

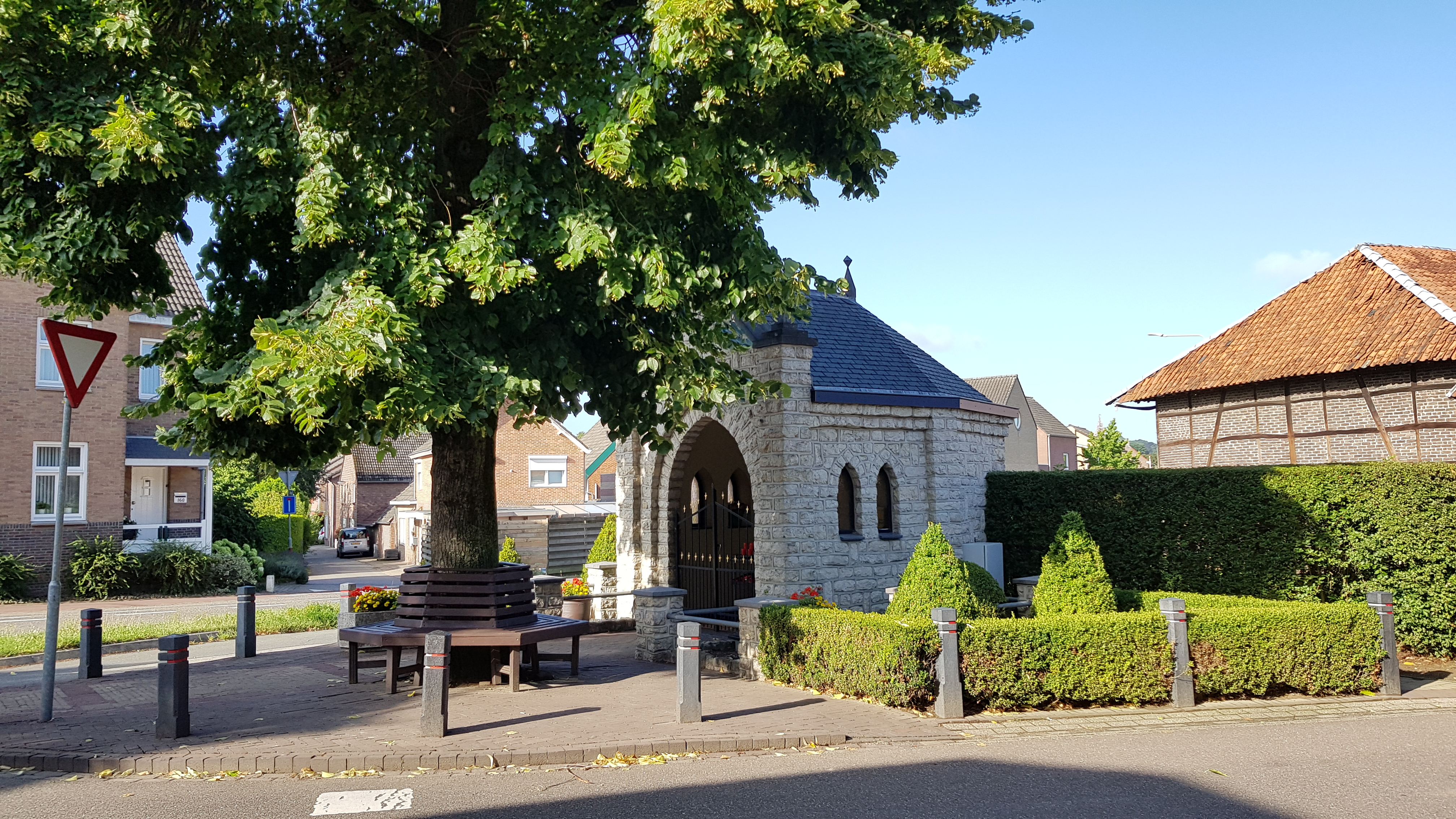
De Mariakapel onder de boom

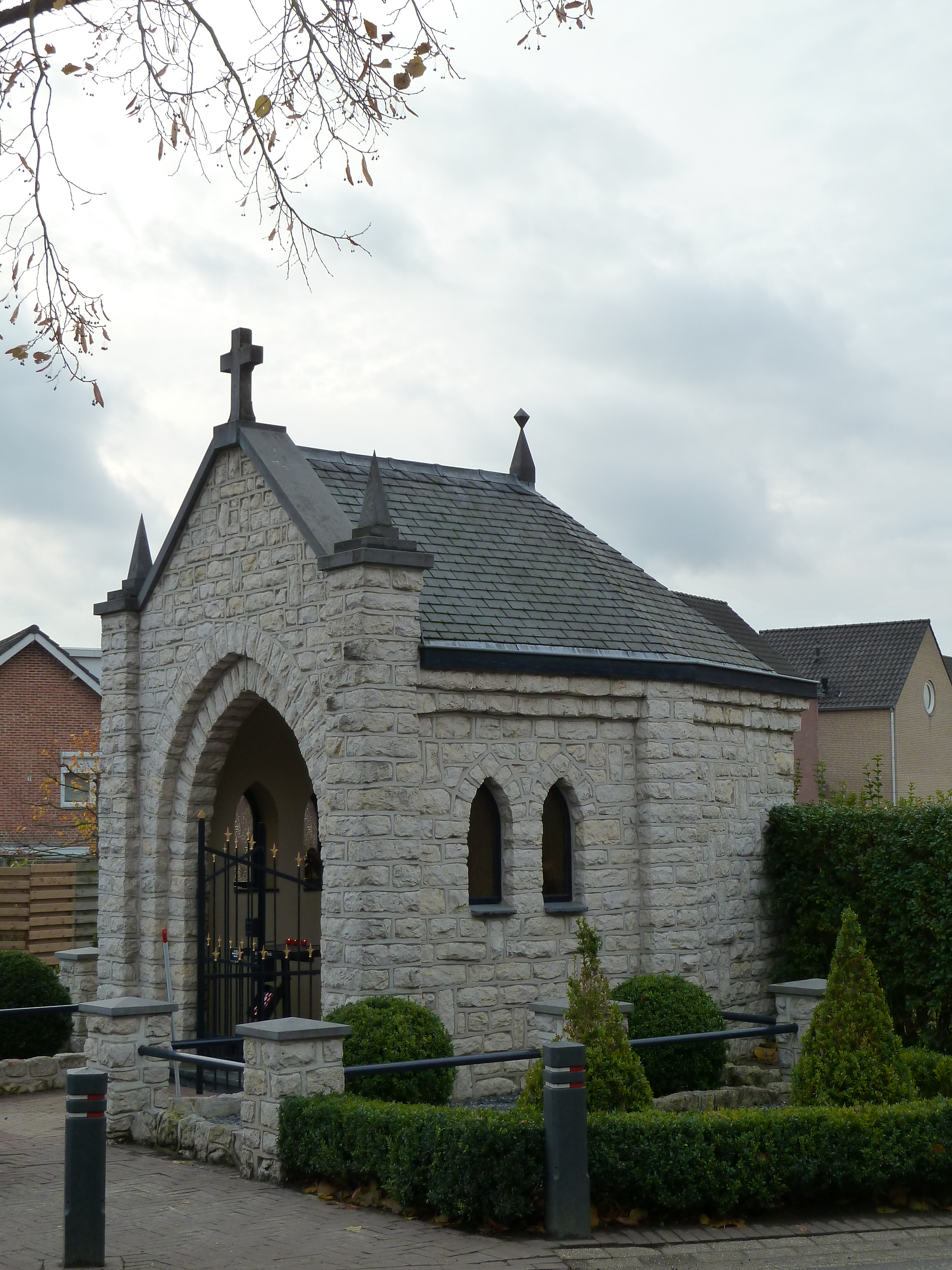
De kapel

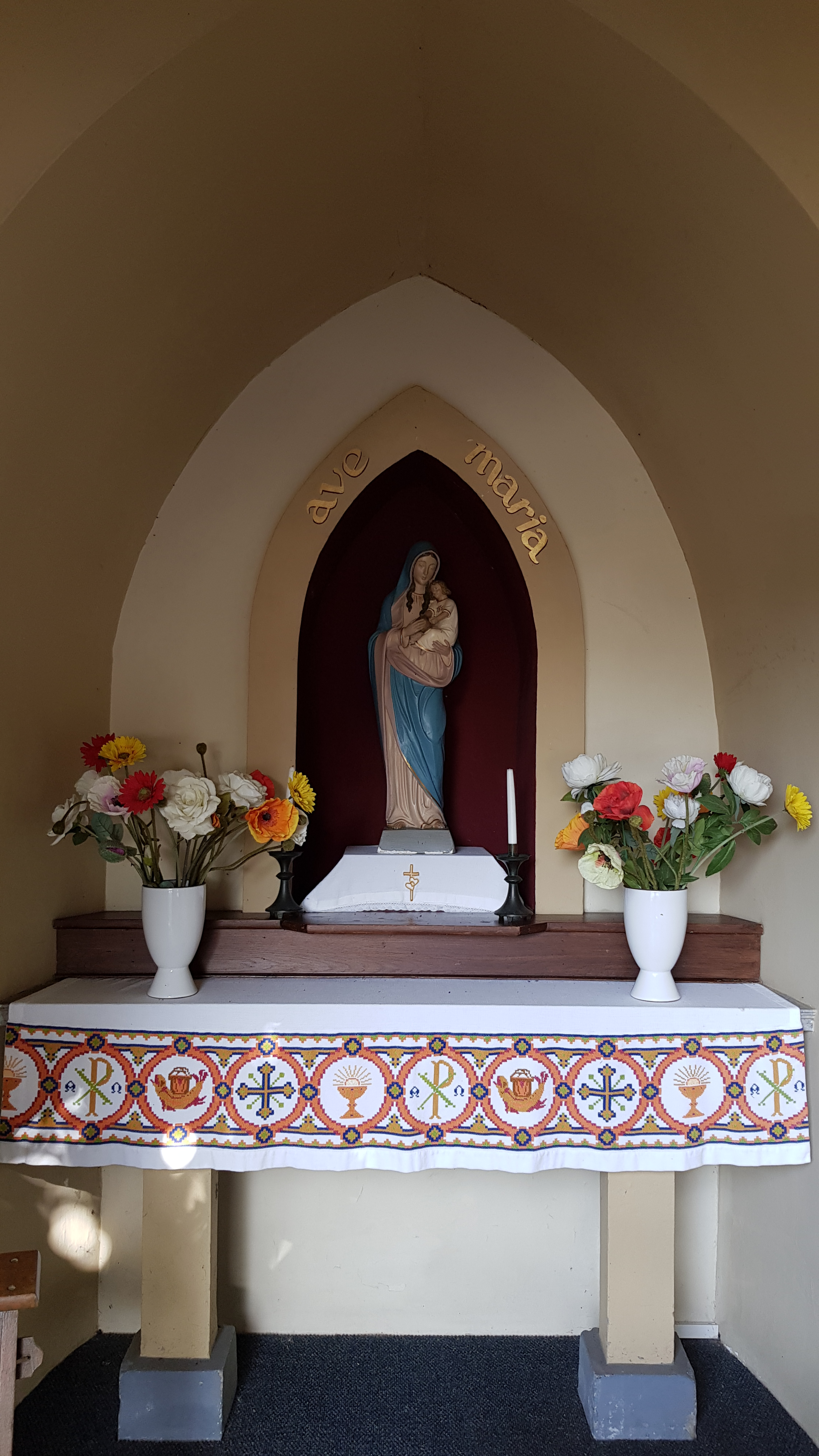
Interieur van de kapel

De Mariakapel of Bevrijdingskapel is een kapel in Schoonbron (bij Schin op Geul) in de Nederlands Zuid-Limburgse gemeente Valkenburg aan de Geul. De kapel staat aan de kruising van de Valkenburgerweg met de Holleweg, de Hoogbeek en de Eikenderweg, in het Geuldal in het midden van het gehucht.
De kapel is gewijd aan Maria.

## Geschiedenis
In 1945/1946 werd de kapel gebouwd als teken van dank dat Schoonbron de Tweede Wereldoorlog goed had doorstaan.
In 2001 renoveerde men de kapel.

## Bouwwerk
De kapel is een open wegkapel dat opgetrokken is in Kunradersteen en wordt gedekt door een schilddak van leien. De frontgevel heeft twee steunberen elk getopt door een cementstenen pinakel en een topgevel die bekroond wordt met een cementstenen kruis. Op de nok van het dak is een zinken pinakel aangebracht. In de frontgevel bevindt zich de ingang in de vorm van een trapsgewijze spitsboog die afgesloten wordt met een smeedijzeren hek. In de beide zijwanden zijn elk twee spitsboogvensters aangebracht.
Van binnen is de kapel voorzien van een tongewelf dat samen met de wanden wit bepleisterd is. In de spitsboogvormige apsis is een altaar geplaatst. In de achterwand is een spitsboogvormige nis aangebracht waarin het Mariabeeldje geplaatst is. Op de rand rond de spitsboogvormige nis is de tekst ave maria aangebracht.
Voor de kapel staat een grote lindeboom met omgaande zitbank.